# Pielęgniarstwo
Pielęgniarstwo – termin określający różnego rodzaju zadania i działania zawodowe pielęgniarek i pielęgniarzy oraz naukę, wiedzę, technikę i sztukę z tymi czynnościami związane.
Wyraz „pielęgniarstwo” funkcjonuje w takich znaczeniach jak m.in.:
- czynności mające na celu pielęgnację chorych i opiekę nad nimi, wykonywanych przez pielęgniarki;
- zawód zapoczątkowany przez Florence Nightingale w XIX wieku;
- działalność związana z kształceniem, doskonaleniem zawodowym pielęgniarek oraz systemem organizacyjnym tych czynności;
- składowa część pojęcia ochrona zdrowia z jej problematyką[1].

## Historia

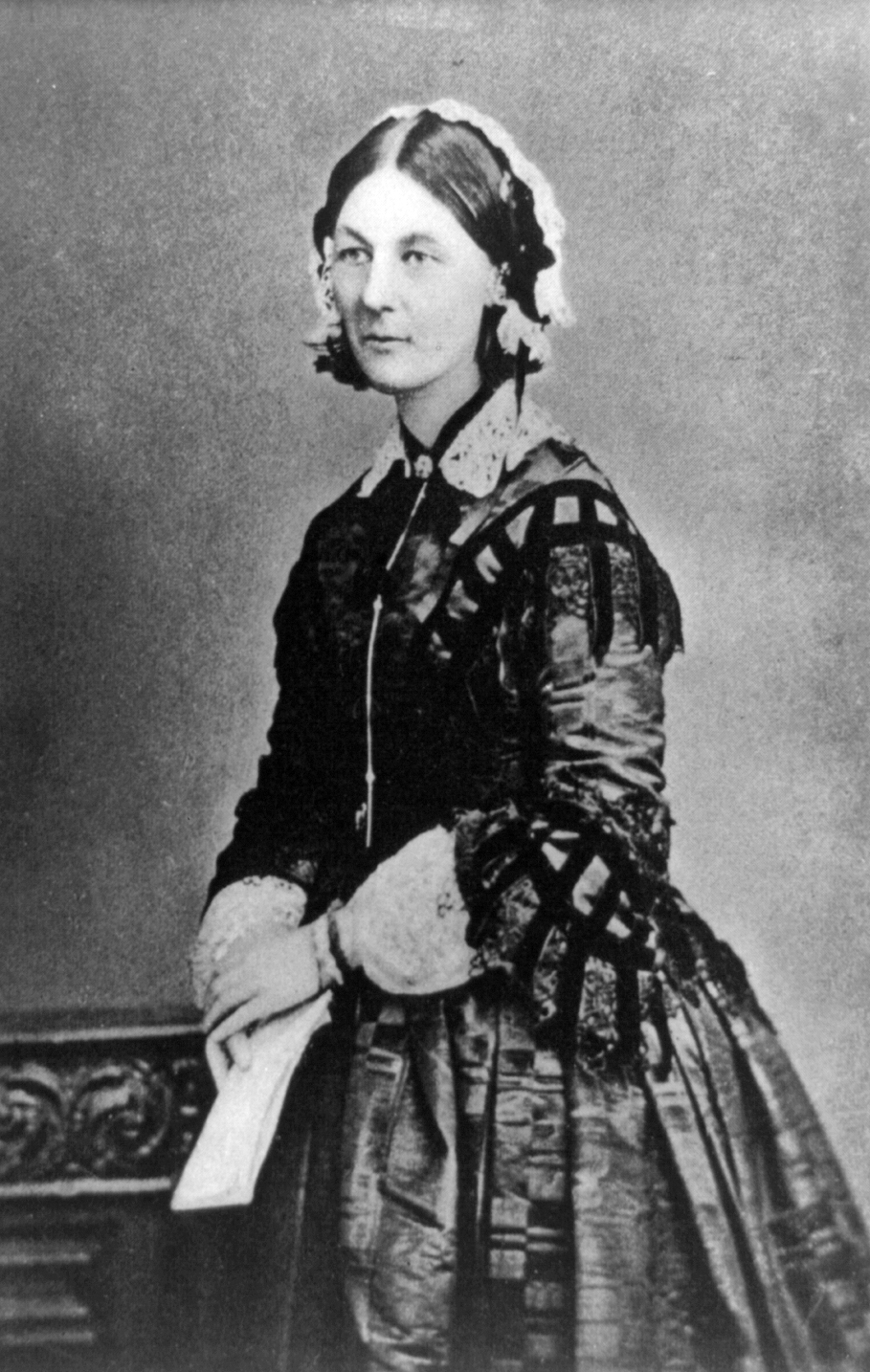
Florence Nightingale

Do początku XIX wieku pielęgniarstwo nie było dziedziną działalności społeczno-zawodowej (leczeniem i pielęgnowaniem trudnili się lekarze).
Czynności związane z pielęgniarstwem były jednak podejmowane od zarania dziejów. Mity i legendy ludów pierwotnych wzmiankują o mądrych, wiedźmach, babach oraz znających się. Z biegiem lat z tej działalności wyodrębniły się działania o charakterze leczniczym, gdzie zaczęli dominować mężczyźni (czarownicy, szamani). Nakazy dotyczące pielęgnowania zostały również uwzględnione w świętych księgach (m.in. Egipt, Indie). W pismach Charaki i Susruty zawarte zostały zapisy o tworzeniu się pielęgniarstwa zawodowego. W hinduskich szpitalach personel dobierany był pod względem moralnym oraz przygotowywany praktycznie. W czasach przed Hipokratesem, w Grecji, w szpitalach (świątyniach) boga Asklepiosa pielęgnowaniem trudniły się kapłanki.
Następnie Hipokrates w swoich księgach zawarł wiele wskazówek dotyczących pielęgniarstwa (m.in. o żywieniu, podawaniu płynów, kompresach).
W Rzymie, w okresie przedchrześcijańskim w placówkach leczniczych dla niewolników i wojskowych pielęgnowaniem zajmowali się niewolnicy, którzy byli do tego typowani na podstawie cech charakteru. Gdy rozpowszechniło się chrześcijaństwo opieką obejmowani byli także biedni, bezdomni i cierpiący, wśród których świadczona była również posługa religijna i rozdawana jałmużna. W skład zgromadzeń zajmujących się opieką nad nimi wchodziło wiele bogatych rzymskich patrycjuszek. Chorymi zajmowano się w ich domach, zabierano ich do domów innych osób lub siedziby biskupa. Udzielana pomoc pielęgniarska oparta była na chrześcijańskiej idei miłosierdzia, poświęceniu bliźniemu i wyrzeczeniu dla Boga.
W 529 r. powstał pierwszy klasztor, założony przez św. Benedykta na Monte Cassino, w którym zakonnicy pielęgnowali chorych. Z czasem powstało wiele takich klasztorów, przy których organizowano przytułki-szpitale. Leczeniem i pielęgnowaniem zajmowali się tam zakonnicy i zakonnice. W takich placówkach dużo czasu poświęcano na praktyki religijne.
W XI–XVI wieku (okres wojen krzyżowych) zaczęły powstawać zakony (m.in. lazaryści, rycerze teutońscy), które zajmowały się pielęgnowaniem chorych i rannych po wyprawach krzyżowych.
Powstał zorganizowany przez św. Franciszka z Asyżu Zakon Żebraczy Braci Szarych i Klarysek zajmujący się pielęgnacją chorych na trąd.
We Flandrii powstało Stowarzyszenie Beginek, którego zadaniem było pielęgnowanie chorych w domach i szpitalach.
W okresie od XVI do połowy XIX wieku zlikwidowano wiele zakonów i zamykano szpitale. Do opieki nad chorymi zatrudniano kobiety z najniższych warstw społecznych, nie przeszkalając ich wcześniej. Pomagali im zazwyczaj dozorcy.
W XVI wieku Wincenty à Paulo założył Stowarzyszenie Pań Miłosierdzia. Zajmowało się ono opieką nad biednymi chorymi w ich domach. W 1642 r. powstało Zgromadzenie Szarytek, w którego skład wchodziły przeważnie młode kobiety ze wsi. Składały one roczne śluby i były przygotowywane do opieki nad chorymi. Uczono je również pisania, czytania i rachunków. Zatrudniane były m.in. w szpitalach.
W latach 1780–1800 F. May organizował w Mannheim szkolenia dla dozorców. Był również autorem podręcznika dotyczącego tego zakresu wiedzy.
Na początku XVIII wieku pastor T. Flieduer powołał Zgromadzenie Diakonis (działało w szpitalach, domach starców, prywatnych domach, więzieniach). W 1836 r. z jego inicjatywy powstała szkoła w Kaiserswerth. Kształcono w niej m.in. w zakresie teorii i praktyki pielęgniarstwa.
Nowoczesne pielęgniarstwo i szkolnictwo w tym zakresie zapoczątkowała Florence Nightingale. W 1860 r. założyła pierwszą szkołę pielęgniarska, która powstała przy Szpitalu św. Tomasza w Londynie. Nightingale jako pierwsza potraktowała pielęgniarstwo jako zawód, do którego wykonywania niezbędna jest edukacja w odpowiednim kierunku i praktyka. Podkreślała odrębność i samodzielność opieki nad chorym oraz zwracała uwagę na prawa i zasady naukowe jako podstawy pielęgnowania. Twierdziła, iż pielęgnując chorego należy nie tylko podawać mu leki i robić okłady, ale również dostarczyć świeże powietrze, światło, zapewnić czystość, spokój, właściwą dietę, okazywać życzliwość i zainteresowanie oraz podchodzić indywidualnie do każdego pacjenta. Dużą wagę kładła na umiejętność obserwacji, poprawne interpretowanie objawów i wykorzystanie tego w dalszej opiece. Jej zdaniem pielęgnowanie leżało w gestii kobiet. W 1877 r. F. Lees (uczennica Nightingale) napisała podręcznik pt. Pielęgnowanie chorych. W Anglii reforma pielęgniarstwa zakończyła się 25 lat po otwarciu pierwszej szkoły kształcącej w tym zakresie.
W Stanach Zjednoczonych i Kanadzie działalność związaną z kształceniem, praktyką zawodową oraz regulacją statusu zawodowego i społecznego pielęgniarek podejmowały organizacje zawodowe pielęgniarek. W 1899 r. w Nowym Jorku rozpoczęto kształcenie na poziomie wyższym, a w 1919 r. w Kanadzie. Niedługo po tym zaczęły ukazywać się podręczniki i czasopisma pielęgniarskie. Rozwijano praktykę pielęgniarską zarówno szpitalną, jak i zdrowia publicznego. Na początku XX wieku przeprowadzono badania o charakterze naukowym mające na celu ocenić wartość działań pielęgniarskich w opiece nad zdrowiem. Z inicjatywy B. Fenwick zorganizowano w 1899 r. Międzynarodową Radę Pielęgniarek. W Stanach Zjednoczonych do rozwoju systemu edukacji pielęgniarek na poziomie wyższym przyczyniła się A. Nutting.
Międzynarodowa Organizacja Pracy w 1977 określiła warunki pracy i życia personelu pielęgniarskiego w konwencji nr 149.

### Polska

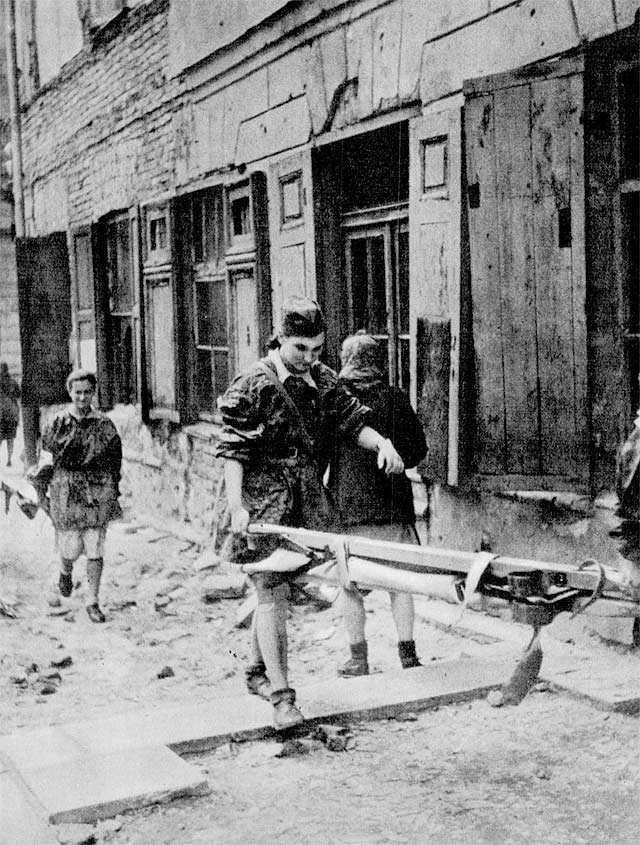
Powstanie warszawskie – sanitariuszki AK na ulicy Piwnej na Starym Mieście

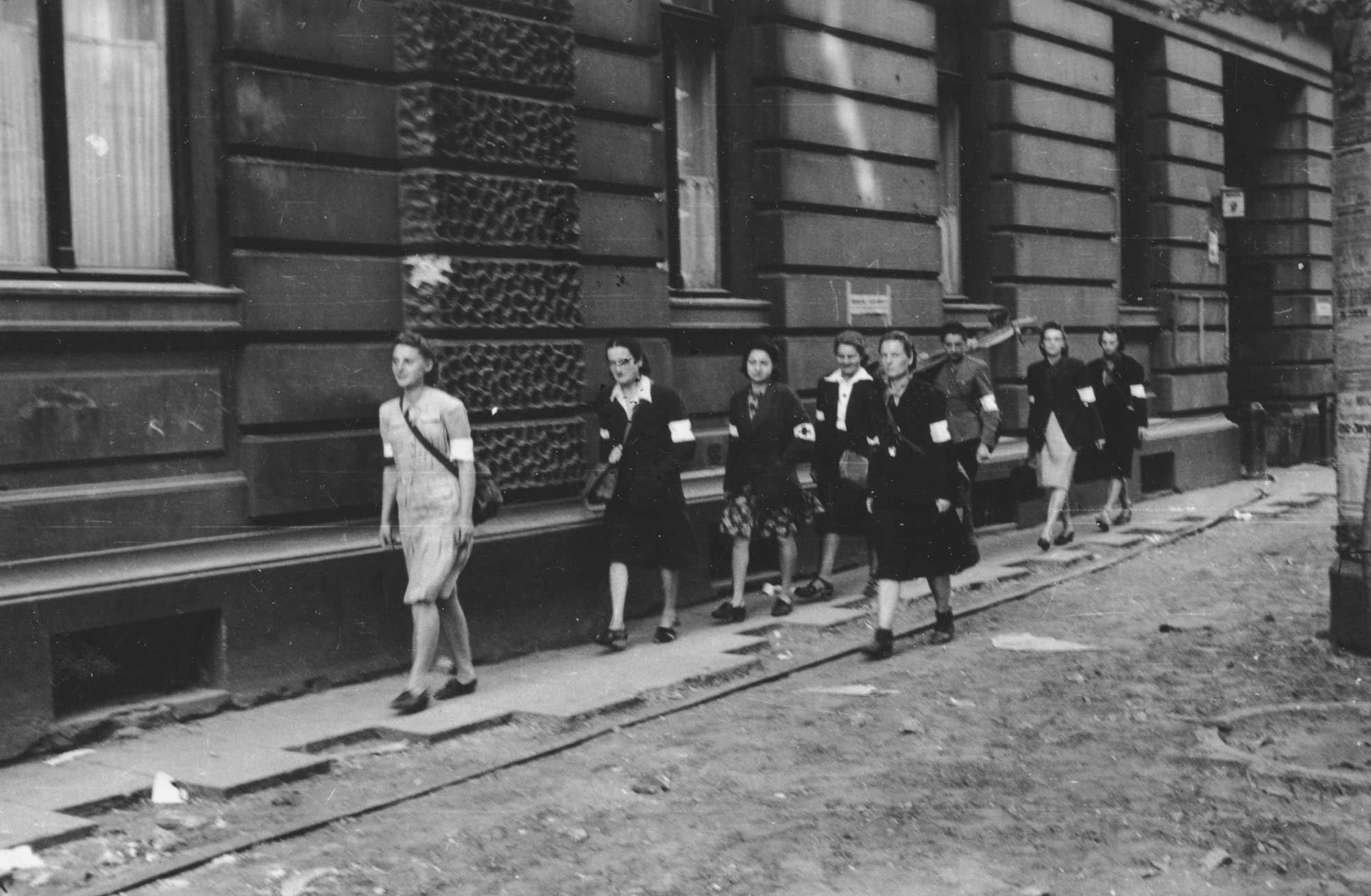
Wymarsz patrolu sanitarnego Wojskowej Służby Kobiet AK na ulicy Moniuszki 9 (5 sierpnia 1944)

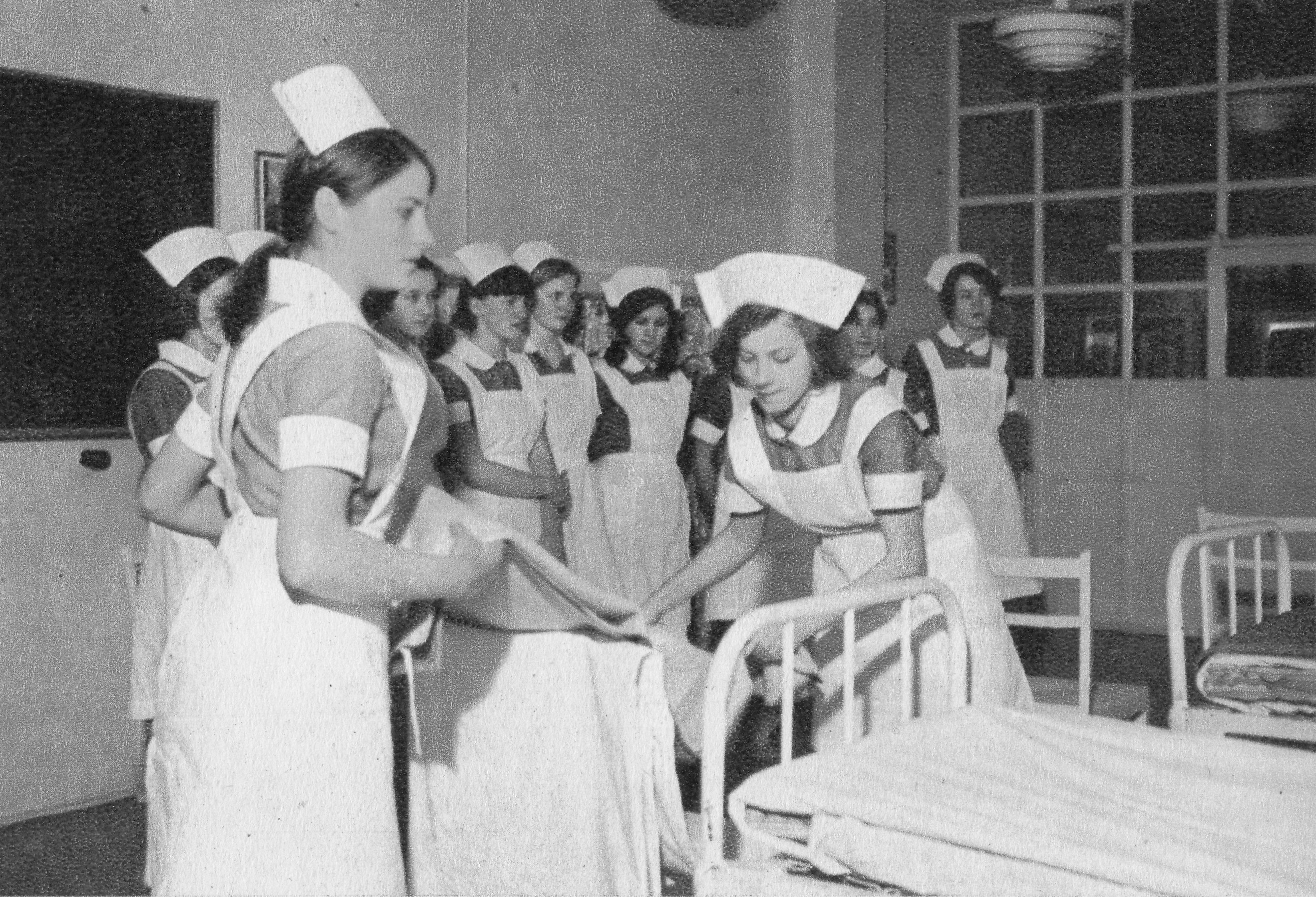
Zajęcia praktyczne w szkole pielęgniarek przy ul. Ciołka w Warszawie, początek lat 70.

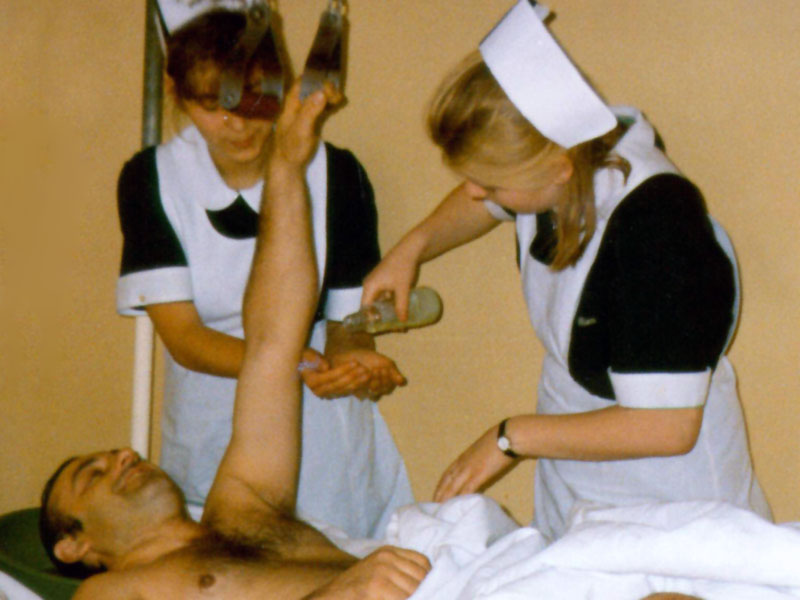
Uczennice liceum medycznego odbywające praktykę pielęgniarską w szpitalu (1993)

W Polsce pierwsze szpitale lokalizowane były przy zakonach. W XI–XII wieku działało tu większość zakonów funkcjonujących w Europie.
W 1609 r. sprowadzono bonifratrów, a w 1651 r. królowa Maria Ludwika doprowadziła do przyjazdu do Krakowa sióstr ze Zgromadzenia Szarytek. Z czasem prowadziły one działalność pielęgniarską prawie we wszystkich szpitalach w mieście. Należy również zaznaczyć, że nie podejmowały one opieki w nocy.
W drugiej połowie XIX wieku i na początku XX wieku polskie pielęgniarstwo przeżywało kryzys. Pod wpływem krytyki zaczęto organizować pierwsze szkolenia dla dozorców.
W 1895 r. powstała pierwsza w Polsce szkoła pielęgniarstwa, Lwowska Szkoła Pielęgniarstwa, i funkcjonowała do rozpoczęcia I wojny światowej. Utworzono ją we Lwowie przy Szpitalu Powszechnym. Szkoła do 1937 nie miała pełnych praw, prowadziła głównie kursy tylko dla zakonnic dla potrzeb szpitali, a jej status i znaczenie dla rozwoju pielęgniarstwa są do tej pory niejasne.
W 1911 r. został wydany pierwszy polski podręcznik dotyczący pielęgniarstwa (J. Starzewski, Pielęgnowanie chorych). W tym samym roku założono w Krakowie Szkołę Zawodowych Pielęgniarek Stowarzyszenia PP. Ekonomek św. Wincentego à Paulo, tzw. „starą szkołę krakowską”. Główną rolę w jej tworzeniu odegrały: Magdalena Maria Epstein i Anna Rydlówna. Szkoła funkcjonowała w latach 1911–1921, z przerwą w trakcie pierwszej wojny światowej. Jej twórczynie i absolwentki później przyczyniły się do powstania 10 grudnia 1925 Uniwersyteckiej Szkoły Pielęgniarek i Opiekunek Zdrowia (Higienistek) w Krakowie.
W latach 1918–1939 nasiliły się działania zmierzające do rozwoju praktyki zawodowej i kształcenia pielęgniarek. Powstawały, zakładane przez pielęgniarki, ośrodki zdrowia. Utworzono 9 szkół kształcących w zawodzie pielęgniarki. Istniała możliwość zdawania egzaminu państwowego i uzyskania uprawnień pielęgniarskich przy skróconym czasie nauki.
W Warszawie, założony przez Zofię Szlenkier Szpital Karola i Marii okazał się jedną z najnowocześniejszych placówek w Europie. Pielęgniarki dobierane były spośród osób świeckich i cały czas doszkalane. W 1921 r. Szlenkier była jedną ze współzałożycielek Fundacji Warszawskiej Szkoły Pielęgniarstwa. Pierwszą dyrektorką Warszawskiej Szkoły Pielęgniarstwa była H. Bridge, amerykanka, która była oddelegowana przez Międzynarodowy Czerwony Krzyż do utworzenia w Polsce szkolnictwa dla świeckich pielęgniarek. Następnie w latach 1928–1936 szkołą kierowała Zofia Szlenkier, a po niej w latach 1936–1944 J. Romanowska. W 1921 r. powstała Wyższa Szkoła Pielęgniarek i Higienistek w Poznaniu, której dyrektorem był I. Mac Donell. Natomiast w 1923 r. Szkoła Pielęgniarstwa przy Szpitalu Starozakonnych w Warszawie, której dyrektorką była A. Greenwald (szkoła podczas okupacji hitlerowskiej została przeniesiona do getta).
W 1924 r. utworzono Polskie Stowarzyszenie Pielęgniarek Zawodowych (prezesem została Maria Babicka-Zachertowa), które w 1925 r. przyjęto do Międzynarodowej Rady Pielęgniarek. Stowarzyszenie zajmowało się m.in. rozwojem pielęgniarstwa w Polsce. Przyczyniło się do powstania w 1935 r. ustawy o pielęgniarstwie.
W 1926 r. powstał referat pielęgniarski w Departamencie Służby Zdrowia Ministerstwa Spraw Wewnętrznych.
W 1938 r. zatrudniano 6674 zawodowe pielęgniarki. Kandydatki na uczennice w tym zawodzie musiały posiadać nienaganną opinię oraz średnie wykształcenie.
Podczas II wojny światowej pielęgniarki włączone były do służby wojskowej w charakterze sióstr PCK (zginęło ich 30%).
W 1949 r. uruchomiono w Warszawie Ośrodek Szkolenia Instruktorek Pielęgniarstwa.
Po wojnie prawo wykonywania zawodu uzyskiwało się po ukończeniu szkoły pielęgniarskiej lub po kursie, praktyce i uproszczonym egzaminie. W 1949 r. upaństwowiono szkoły pielęgniarskie, a szkoły zakonne zmieniły zarząd na świecki. Siostry zakonne nie mogły już kształcić się w zawodzie pielęgniarki z powodu zakazu przyjmowania ich do placówek świeckich. W całym kraju zaczęto tworzyć nowe szkoły pomaturalne, w których kształcenie trwało 2 lata (m.in. w Krakowie, Gdańsku, Warszawie). Do 1965 r. można było uzyskać prawo wykonywania zawodu po odbyciu krótkiego kursu i zdaniu egzaminu państwowego. W kolejnych latach aby pracować jako pielęgniarka należało ukończyć liceum medyczne lub medyczne studium zawodowe (pomaturalne, dwuletnie).
W 1957 r. powstało Polskie Towarzystwo Pielęgniarskie. W Warszawie utworzono Studium Nauczycielskie Szkół Medycznych oraz pielęgniarską szkołę zakonną (prowadziła działalność do 1962 r.).
W 1958 r. zaczęto wydawać czasopismo Pielęgniarka i Położna. Powstało ono z połączenia czasopism Pielęgniarka Polska (wydawana od 1929 r.) i Położna (wydawana od 1951 r.).
W 1968 r. Ministerstwo Zdrowia zaaprobowało system specjalizacji w pielęgniarstwie. Wyodrębniono wówczas pielęgniarstwo pediatryczne, psychiatryczne, zachowawcze, środowiskowe, operacyjne i chirurgiczne. Szkolenie w tym zakresie trwało 2 lata (w systemie stacjonarno-zaocznym). W 1969 r. przy Akademii Medycznej w Lublinie powstało Studium Zawodowe Pielęgniarstwa (trzyletnie), a w 1971 r. uruchomiono studia magisterskie. Od 1973 r. pielęgniarstwo można było też studiować na Śląskiej Akademii Medycznej w Katowicach, a w kolejnych latach w Poznaniu, Krakowie i Wrocławiu. Od 2003 r. aby zdobyć prawo wykonywania zawodu pielęgniarki należy ukończyć akademię medyczną lub wyższą szkołę zawodową.
Od 1912 przyznawany jest Medal Florence Nightingale, który stanowi najwyższe oznaczenie przyznawane przez Międzynarodowy Komitet Czerwonego Krzyża. Pierwszą Polką, która została uhonorowana Medalem Florence Nightingale, była Maria Tarnowska (1923). W 1935 medal otrzymała Zofia Szlenkier, a w 1946 Anna Rydlówna. Do 2001 wyróżnionych zostało 86 Polek.
W 2019 w Warszawie otwarto Muzeum Historii Pielęgniarstwa Warszawskiej Okręgowej Izby Pielęgniarek i Położnych, zaś w 2022 na Wydziale Nauk o Zdrowiu w Collegium Medicum Akademii Kaliskiej im. Prezydenta Stanisława Wojciechowskiego otwarto uczelniane Muzeum Pielęgniarstwa.